# Renault Trafic

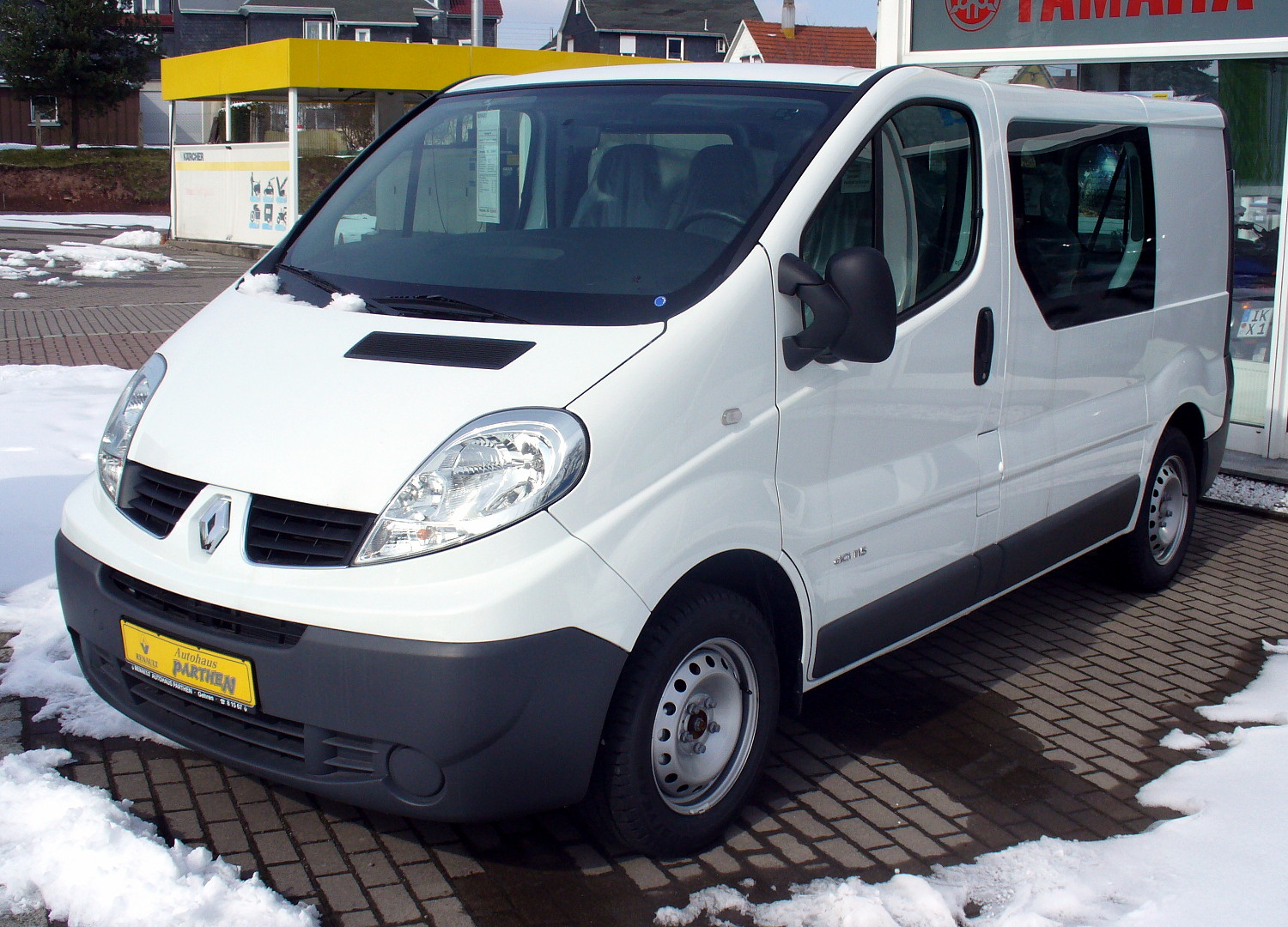
Renault Trafic

De Renault Trafic Fourgon is een bestelwagen van de Franse autoconstructeur Renault. Er bestaan versies met 4x4 aandrijving, kiepbak achteraan, een verhoogd dak en een verlengd chassis.
De eerste modellen van de Trafic werden verkocht in de jaren 1980. Het uiterlijk van de bestelwagen werd meerdere malen opgefrist en de motoruitvoeringen aanzienlijk verbeterd qua vermogen en verbruik. Sinds 1997 verkocht Renault het model ook onder de namen Opel Arena en Vauxhall Arena (Verenigd Koninkrijk).
Het huidige model, ontwikkeld door Renault, is een badge-engineeringproject van Renault en General Motors. Deze Renault Trafic is daardoor verkrijgbaar als Opel Vivaro en Vauxhall Vivaro. Omdat Nissan een dochter is van Renault-Nissan is het model ook verkrijgbaar als een Nissan Primastar. Sinds 2016 wordt ook door Fiat een op de Trafic gebaseerd model verkocht, de Fiat Talento. 
De Renault Trafic wordt gebouwd door GMM Luton Vehicles, te Luton in het Verenigd Koninkrijk. Door de aparte samenwerking met Nissan wordt het Japanse model gebouwd in Barcelona, Spanje. In Spanje worden ook de H2-varianten gebouwd voor alle merken.
Sinds 2014 wordt de Renault Trafic gebouwd in Sandouville te Frankrijk.

## Standaarduitvoering Bouwjaar 1992 T11F
| Technische gegevens           | Motor                 |
| ----------------------------- | --------------------- |
| Motor                         | Douvrin-motor, diesel |
| Cilinderinhoud (cm³)          | 2068                  |
| Boring x Slag (mm)            | 86 x 89               |
| Compressieverhouding          | 21/1                  |
| Brandstofvoeding              | Inspuitpomp           |
| Vermogen                      | 65 pk                 |
| Gemiddeld verbruik            | 10l / 100km           |
| CO2-uitstoot                  | Onbekend              |
| Stationair toerental (tr/min) | 800                   |

| Technische gegevens | Afmetingen (m) |
| ------------------- | -------------- |
| Draaicirkel         | 11,5           |
| Wielbasis           | 2,8            |
| Lengte              | 4,5            |
| Breedte             | 1,905          |
| Hoogte              | 2,023          |

| Technische gegevens              | Gewicht (kg) |
| -------------------------------- | ------------ |
| Leeg rijklaar gewicht            | 1385         |
| Max. totaalgewicht               | 2300         |
| Max. aanhangergewicht (geremd)   | 1250         |
| Max. aanhangergewicht (ongeremd) | 590          |
| Max. dakbelasting                | 200          |

In productie:
5 E-Tech · 
Arkana · 
Austral · 
Captur · 
Clio · 
Espace · 
Kadjar · 
Kangoo · 
Koleos · 
Master · 
Mégane · 
Mégane E-Tech · 
Rafale · 
Scenic E-Tech · 
Symbioz · 
Symbol · 
Trafic · 
Twingo · 
Twingo Electric · 
Zoe

Uit productie:
3 · 
4 · 
5 · 
6 · 
7 · 
8 · 
9 · 
10 · 
11 · 
12 · 
14 · 
15 · 
16 · 
17 · 
18 · 
19 · 
20 · 
21 · 
25 · 
30 · 
2CV · 
4CV · 
Avantime · 
Caravelle · 
Dauphine · 
Domaine · 
Estafette ·
Express · 
Floride · 
Fluence ·
Frégate · 
Fuego · 
Juvaquatre ·
Laguna · 
Latitude · 
Modus · 
Nervastella · 
Novaquatre · 
Ondine · 
Prairie · 
Primaquatre · 
Rodeo · 
Safrane · 
Savanne · 
Scénic · 
Spider · 
Talisman · 
Thalia · 
Twizy · 
Vel Satis · 
Vivasport · 
Vivastella · 
Wind